# 7区 (ホーチミン市)
7区（ななく、ベトナム語：Quận 7 / 郡𦉱）はホーチミン市の区の1つ。郊外型ショッピングセンターのある住宅街である。

## 建物・施設等
- ホーチミン日本人学校

## 行政
7区は10の坊（Phường）を管轄している。住所表記では坊が略称で書かれることが多い（例：Phường Bình Thuận → P. BT）
- ビントゥアン（Bình Thuận / 平順）
- フーミー（Phú Mỹ / 富美）
- フートゥアン（Phú Thuận / 富順）
- タンフン（Tân Hưng / 新興）
- タンキエン（Tân Kiểng / 新景）
- タンフォン（Tân Phong / 新豐）
- タンフー（Tân Phú / 新富）
- タンクイ（Tân Quy / 新歸）
- タントゥアンドン（Tân Thuận Đông / 新順東）
- タントゥアンタイ（Tân Thuận Tây / 新順西）